# Rubén Lobato
Rubén Lobato Elvira (Salamanca, 1 september 1978) is een Spaans voormalig wielrenner.
Lobato was vooral een renner die het moet hebben van het ronde- en bergwerk. Zijn enige zege dateert uit 2003 toen hij de Memorial Galera won. In 2006 maakte hij zijn debuut in de Ronde van Frankrijk.
Op 27 juli 2010 werd bekend dat Lobato voor 2 jaar geschorst wordt door de UCI na afwijkende waarden op zijn biologisch paspoort.

## Belangrijkste overwinningen
2003
- Memorial Galera

2005
- Bergklassement Ronde van Romandië

## Resultaten in voornaamste wedstrijden
| Jaar | Ronde van Italië | Ronde van Frankrijk | Ronde van Spanje |
| ---- | ---------------- | ------------------- | ---------------- |
| 2002 |                  |                     | 123e             |
| 2004 | 16e              |                     |                  |
| 2005 | 43e              |                     |                  |
| 2006 | 87e              | 45e                 |                  |
| 2007 |                  | opgave              | 38e              |
| 2008 |                  |                     |                  |

| Jaar | Milaan-San Remo | Amstel Gold Race | Luik-Bast.‑Luik |
| ---- | --------------- | ---------------- | --------------- |
| 2002 |                 |                  |                 |
| 2004 | 95e             |                  |                 |
| 2005 |                 |                  |                 |
| 2006 |                 |                  | 36e             |
| 2007 |                 |                  |                 |
| 2008 |                 | 49e              | 47e             |